# Homalomena ovalifolia
Homalomena ovalifolia là một loài thực vật có hoa trong họ Ráy (Araceae). Loài này được (Schott) Ridl. mô tả khoa học đầu tiên năm 1905.